# Beaulieu-sur-Dordogne
Beaulieu-sur-Dordogne é uma comuna francesa na região administrativa da Nova Aquitânia, no departamento de Corrèze. Estende-se por uma área de 16.89 km². Em 2010 a comuna tinha 1 310 habitantes (densidade: 77,6 hab./km²).
Em 1 de janeiro de 2019, incorporou ao seu território a antiga comuna de Brivezac.